# Rütli (Schiff, 1929)
Die Rütli ist ein Passagier-Motorschiff auf dem Vierwaldstättersee in der Schweiz. Das Schiff wird von der Schifffahrtsgesellschaft des Vierwaldstättersees (SGV) betrieben. Es ist das kleinste Schiff in der Flotte der Gesellschaft und ihr ältestes aktives Motorschiff. Im Liniendienst wird es ausschliesslich auf Kursen in der Luzerner Seebucht des Vierwaldstättersees eingesetzt.

## Geschichte
Da der Raddampfer Stadt Luzern von der Bauwerft Gebrüder Sachsenberg mit Mängeln geliefert worden war, lieferte diese als Teil der Konventionalstrafe die Schiffsschale für ein neues kleines Motorschiff. Die Aufbauten wurden von der damaligen Dampfschiffgesellschaft des Vierwaldstättersees (DGV) in ihrer eigenen Werft in Luzern erstellt. Die DGV kam so trotz der Weltwirtschaftskrise günstig zu einem Schwesterschiff der Reuss von 1926.
Gegenüber der Reuss, auf deren Plänen die Rütli basierte, wurden beim Bau konstruktive Verbesserungen vorgenommen. 1939 wurde ein Heckaufbau erstellt und 1957 ersetzte ein neuer Dieselmotor von Saurer den ursprünglichen MWM-4-Takt-Diesel ohne Kompressor. Später erhielt das Schiff einen MAN-Viertaktmotor Typ D 2866 E, der auf einen Festpropeller wirkt. 1989 wurden Umbauten vorgenommen, 2003 und 2004 erfolgten verschiedene Sanierungsarbeiten, unter anderem Sandstrahlen der Schiffsschale.
Da der Dieselmotor sein Lebensende erreicht hatte und grössere bauliche Änderungen bei einer Neumotorisierung hätten vorgenommen werden müssen, entschied die SGV AG das Schiff im Winter 2023/24 zu elektrifizieren. Es musste zudem die Tragfähigkeit von 140 auf 120 Personen reduziert werden. [1]
Charakteristisch war für das Schiff der Klang seiner originalen Messingpfeife als Signalton. Aufgrund der Elektrifizierung konnte die alte Messingfeife nicht mehr weiter betrieben werden.

## Einsatz
Die Rütli wird sowohl für Kursfahrten im Liniendienst als auch für Sonderfahrten eingesetzt. Die Kurse im Luzerner Seebecken Luzern–Meggenhorn–Luzern werden von der SGV als Spazier- und Stadtschiff bezeichnet. Dieser Rundkurs bedient die Stationen Luzern, Tribschen, Verkehrshaus-Lido, Seeburg, Hermitage und Meggenhorn.